# 에드워드 시거
에드워드 시거(Edward Seegar, 1685년 ~ 1720년)는 아프리카 해안과 인도양을 근거로 1717년에서 1720년까지 활동한 아일랜드 태생의 해적이다. 두개골과 교차한 대퇴골이 그려진 가장 유명한 해적기를 사용했다.